# Шаровница точечная
Шаровница точечная (лат. Globularia bisnagarica) — вид травянистых растений рода Шаровница (Globularia) семейства Подорожниковые (Plantaginaceae).

## Распространение и экология
Общее распространение: Атлантическая, Центральная, Южная и Юго-Восточная Европа, Средиземноморье, Предкавказье (окрестности Ставрополя). В Европейской части России и Казахстана вид распространён от г. Уральска до Приволжской возвышенности, образуя ряд более или менее изолированных популяций. Волго-Уральский фрагмент ареала удалён от основной части в Центральной и Южной Европе более, чем на 1500 км.
Кальцефильный вид. Растет на известняковых и меловых склонах, на щебнистых вершинах холмов. Ксеромезофит.

## Ботаническое описание
Растение 5—25 см высотой, корень короткий, стержневой, разветвленный; стебли восходящие, простые, с одним головчатым соцветием, облиственные; стеблевые листья немногочисленные, расставленные; прицветные листья лопатчатые или широкояйцевидные, постепенно вытянутые в черешок, цельные, на конце закругленные или слабо выемчатые, с зубчиком в выемке; листья на стебле яйцевидные до ланцетных, с суженным основанием, сидячие, цельнокрайные, заостренные.
Головчатые соцветия одиночные, конечные, 1,3—1,7 см в диаметре; чашечка волосистая, с шиловидно заостренными зубчиками; венчик серовато-синий, 6—8 мм длиной, верхняя губа двураздельная на узколинейные доли; нижняя губа несколько длиннее верхней, трехраздельная, с линейными долями; орешек около 1,5 мм длиной, продолговатый. Цветёт в июне; плодоносит в июле.

## Синонимы
- Globularia adolphi Sennen
- Globularia aphyllanthes Crantz
- Globularia bolosii Sennen
- Globularia caespitosa Ortega ex A.DC.
- Globularia cambessedesii subsp. hispanica Willk.
- Globularia castellana Sennen
- Globularia elongata Hegetschw.
- Globularia linifolia subsp. hispanica (Willk.) M.B.Crespo & Mateo
- Globularia multicaulis Ten. ex Nyman
- Globularia punctata Lapeyr.
- Globularia pungens Pourr. ex Willk. & Lange
- Globularia tenella Lange
- Globularia willkommii Nyman